# Valkyrja
「Valkyrja」（ヴァルキュリア）は、2006年10月4日にリリースされた妖精帝國の4作目のシングル。

## 解説
- PS2ゲーム『舞-乙HiME 乙女舞闘史!!』のオープニングテーマとして発表された楽曲。
- ジャケットには舞-HiMEと舞-乙HiMEのキャラクターが用いられている。

## 収録曲
全作詞・作曲・編曲：橘尭葉
1. Valkyrja
2. 導きの蒼
3. Valkyrja (off vocal)
4. 導きの蒼 (off vocal)